# 보라 (1982년)
보라(본명: 최보라, 1982년 3월 8일 ~ )은 대한민국의 가수이다.

## 학력
- 대구미래대학 졸업

## 경력
- 2003년 드라마 '선녀와 사기꾼' OST 쇼케이스 공연
- 2004년 드라마 '백만송이 장미' OST 참여

## 음반
- 2007년 1집 나만 봐
- 2009년 2집 니가 뭔데

## 수상
- 제3회 소리샘가요제 대상 수상
- 2001년 제12회 목포가요제 대상 수상
- 전자랜드가요제 대상 수상
- KBS 김지선의 행복충전 3승